# Qu Yuan
Qu Yuan (ur. ok. 340 p.n.e., zm. ok. 278 p.n.e.) – chiński uczony, polityk i poeta, minister w państwie Chu w okresie Walczących Królestw. Znany głównie z antologii Chu Ci (Pieśni z Chu). Inne sławne dzieło to Tian Wen (Pytam Niebiosa).
Qu Yuan jest pierwszym chińskim poetą znanym z imienia i nazwiska. Stworzył gatunek wiersza sao, o zmiennej długości wersu (w odróżnieniu od klasycznego czterozgłoskowca). Jego poezja wywarła wielki wpływ na rozwój literatury chińskiej. 
Qu Yuan przeszedł także do legendy jako patriota, występujący przeciwko wojnom i za zjednoczeniem kraju, przez co popadł w niełaskę i musiał udać się na wygnanie. Ostatecznie, zrozpaczony i w proteście przeciw politycznemu zepsuciu, popełnił samobójstwo, topiąc się w rzece Miluo. Według tradycji, próby ratowania go, a następnie poszukiwanie jego ciała przez miejscowych rybaków, dały początek wyścigom smoczych łodzi w czasie święta Duanwujie (obchodzone piątego dnia piątego miesiąca księżycowego).